# Фази Місяця

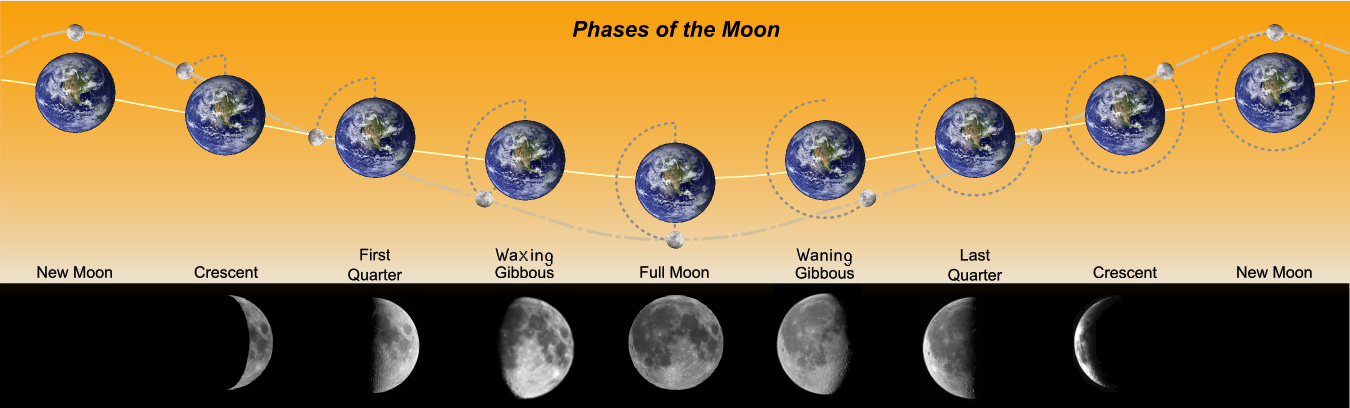

Фази Місяця (заст. квати́ри, квати́рі від нім. Quartier — «чверть») — періодична зміна виду освітленої Сонцем частини Місяця на земному небі. Фази Місяця постійно і циклічно змінюються протягом періоду синодичного місяця (близько 29,5306 середніх сонячних діб), як і орбітальне положення Місяця при пересуванні навколо Землі і пересуванні Землі навколо Сонця.
Обертання Місяця захоплено припливними силами Землі, тому велика частина однієї і тієї ж сторони Місяця завжди обернена до Землі. Ця видима сторона освітлюється Сонцем по-різному, в залежності від положення Місяця на орбіті. Таким чином, освітленість лицевої сторони може варіюватися від 0 % (при новому місяці) до 100 % (при повному місяці). Місячний термінатор — границя між освітленою і затіненою півкулями.
Кожна з чотирьох «проміжних» фаз Місяця триває близько 7,4 дня, але їх тривалість злегка змінюється через еліптичну форму орбіти Місяця. Крім деяких кратерів біля місячних полюсів, на зразок Шумейкера, усі частини Місяця отримують близько 14,77 земних діб денного світла, а потім 14,77 діб «ночі». Зворотний від Землі бік Місяця іноді називають «темною стороною Місяця», хоча означає це скоріше незвідана, невидима, а не неосвітлена.
Оскільки освітлена частина Місяця симетрична по відношенню до площини, утвореної Сонцем, Місяцем і спостерігачем, Місяць представляє ту саму фазу в кожен момент для будь-якого земного спостерігача, незалежно від його широти. Однак орієнтація горизонту земного спостерігача змінюється відносно цієї площини. Так, для низьких широт — біля екватора і в тропіках  — горизонт розташовується перпендикулярно площині і півмісяць буде  горизонтально, як «посмішка». Для вищих широт півмісяць буде більш вертикальним, як «C». Місяць видно протягом двох тижнів кожні 27,3 дня на Північному та Південному полюсах.

## Загальні фази
У західній культурі чотирма загальними фазами Місяця є новий Місяць, перша чверть, повний Місяць і третя чверть (також звана останньою). У даних фазах довготи екліптики Місяця та Сонця відрізняються на 0°, 90°, 180° і 270° відповідно. Кожна з цих фаз відбувається в дещо різний час при спостеріганні з різних точок Землі. Під час проміжків між загальними фазами освітлена частина Місяця — або у формі «серпа», або «пагорба». Ці форми і періоди звуться проміжними фазами і тривають чверть сидеричного Місяця, або, в середньому, 7,38 земних діб. Загалом, їх тривалість трохи змінюється, оскільки орбіта Місяця еліптична, тому орбітальна швидкість супутника не постійна. Описова зростаюча використовується для проміжної фази, під час якої видима форма Місяця збільшується від нового до повного Місяця, а спадаюча — навпаки, коли його форма потоншується.
У незахідних культурах може використовуватися інша кількість місячних фаз; наприклад, у традиційній гавайській культурі налічується загалом тридцять фаз (по одній на день).

### Зростаючий і спадаючий місяць
Коли Сонце і Місяць розташовані по один бік від Землі, Місяць знаходиться у фазі нового Місяця, а його обернена до Землі сторона не освітлена Сонцем. Мірою того, як Місяць «росте» (частка освітленої поверхні, видимої з Землі, збільшується), він проходить через фази нового Місяця і молодого Місяця («молодика»), першої чверті, другої чверті («підповні») і повного Місяця («повні»). Потім, коли Місяць «спадає», він проходить через фази третьої чверті («гнилої кватирі»), останньої чверті («старика»), старого Місяця й повертається до фази нового Місяця. У тих фазах, коли освітлена лише частина Місяця, він називається щербатим. Поняття «старий Місяць» і «новий Місяць» не взаємозамінні. «Старий Місяць» — це регресний півмісяць (в кінцевому підсумку стає не видимим неозброєним оком) до часу, коли Місяць вирівняється з Сонцем і почне рости, і тоді ж знову стає новим. Термін «новий Місяць» рідко використовується для позначення першої і останньої чвертей, тоді як «чверть» стосується ступеня кругообігу Місяця навколо Землі, а не її форми.
Якщо освітлена півкуля спостерігається під певним кутом, видима частина освітленої області буде мати двовимірну форму як певний перетин еліпса і кола (де велика піввісь еліпса збігається з діаметром окружності). Якщо півеліпс вигнутий щодо півкола, місяць буде мати форму пагорба, тоді як якщо півеліпс буде увігнутим щодо півкола, то місяць буде у формі серпа. Коли виникає півмісяць, феномен попільного світла мають бути чіткими, коли нічна сторона Місяця смутно відображає відбите від Землі непряме сонячне світло.

## Зміни видимої форми Місяця
Оскільки Місяць — сферичне тіло, при його освітлені збоку виникає «серп». Освітлена сторона місяця завжди вказує в сторону Сонця, навіть якщо воно приховано за горизонтом.
Тривалість повної зміни фаз Місяця (так званий синодичний місяць) непостійна через еліптичності місячної орбіти, і варіюється від 29,25 до 29,83 земних сонячних діб. Середній синодичний місяць складає 29,5305882 діб(29 діб 12 годин 44 хвилин 2,82 секунд).
У фазах Місяця, близьких до молодика (на початку першої чверті і наприкінці останньої чверті), при дуже вузькому серпі, неосвітлена частина утворює т. зв. попільне світло Місяця — видиме світіння неосвітленої прямим сонячним світлом поверхні характерного попільного кольору.
Система Земля-Місяць-Сонце

Місяць за своїм шляхом навколо Землі освітлюється Сонцем, вона сама не світиться. 1. новий місяць, 3. перша чверть, 5. повний місяць, 7. остання чверть.
Послідовна зміна видимого місяця на небі при спостереженні з північної півкулі Землі:

Послідовна зміна видимого місяця на небі при спостереженні з південної півкулі Землі:

Послідовна зміна видимого місяця на небі при спостереженні з екватора при його сході:

Місяць проходить наступні фази освітлення:
1. Новий Місяць — стан, коли Місяць не видно.
2. Молодий Місяць — перша поява Місяця на небі, видима частина має форму вузького серпа.
3. Перша чверть — стан, коли освітлена половина Місяця.
4. Зростальний Місяць
5. Повний Місяць — стан, коли Місяць освітлений повністю.
6. Спадний Місяць
7. Остання чверть — стан, коли Місяць знову освітлений на половину.
8. Старий Місяць

Звичайно на кожний календарний місяць випадає по одному повному місяцю, але оскільки фази Місяця змінюються трохи швидше, ніж 12 раз на рік, іноді трапляються і другі повні місяці за місяць, т. зв. синій Місяць.

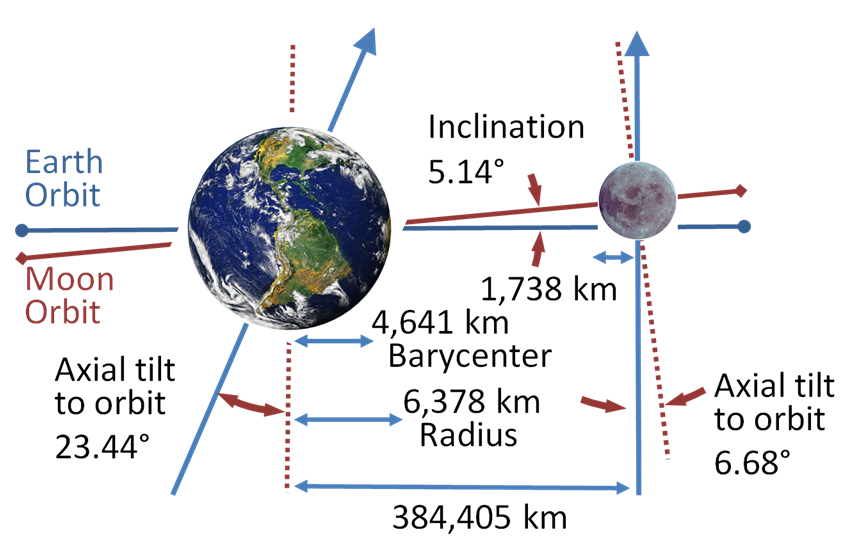
Форма без нахилу видно тільки на «полюсах» щодо орбіти Місяця. Через нахилу осі.

| Назва                              |  | Північна півкуля (схід) | Екватор (схід) | Південна півкуля (схід) |  |
| ---------------------------------- |  | ----------------------- | -------------- | ----------------------- |  |
| Новий Місяць (номер 1 на картинці) |  |                         |                |                         |  |
| Молодий Місяць (2)                 |  |                         |                |                         |  |
| Перша чверть (3)                   |  |                         |                |                         |  |
| Зростальний Місяць (4)             |  |                         |                |                         |  |
| Повний Місяць (5)                  |  |                         |                |                         |  |
| Спадний Місяць (6)                 |  |                         |                |                         |  |
| Остання чверть (7)                 |  |                         |                |                         |  |
| Старий Місяць (8)                  |  |                         |                |                         |  |

## Мнемонічне правило визначення фаз Місяця
Щоб відрізнити першу чверть від останньої, спостерігач, що знаходиться в північній півкулі, може використовувати наступні мнемонічні правила. Якщо місячний серп в небі схожий на букву «С (d)», то це — місяць «Спадний», тобто це остання чверть (фр. dernier). Якщо ж він повернутий у зворотний бік, то, подумки приставивши до нього паличку, можна отримати букву «Р (p)» — місяць «Зростальний», або «той, що Росте», тобто це перша чверть (фр. premier).
Зростальний місяць зазвичай спостерігається увечері, а спадний — вранці.
Варто зауважити, що поблизу екватора місяць завжди видимий «лежачи на боці», і цей спосіб не підходить для визначення фази. У південній півкулі орієнтація серпу у певних фазах протилежна: зростальний місяць (від молодика до повного місяця) схожий на букву «С» (Crescendo, <), а регресний (від повного до молодика) схожий на букву «D» без палички (Diminuendo, >).
Якщо у напрямку руху місяця передній край освітлений — місяць зростальний, затінений — спадний.

## Фази місяця в Юнікоді
Використовуються символи від U+1F311 до U+1F318:
🌑 🌒 🌓 🌔 🌕 🌖 🌗 🌘